# پاملا چوپرا
پامِلا چوپرا خواننده اهل کشور هند است.وی همسر کارگردان مجرب سینمای هند یاش چوپرا و مادر آدیتیا چوپرا و اودی چوپرا است.پاملا چوپرا در تعدادی از فیلم‌های هندی در نوشتن فیلمنامه همکاری کرده است.از جمله فیلم‌هایی که در آنها خواننده متن فیلم بوده می توان به داماد عاشق عروس را می‌برد و ترس اشاره نمود.